# Пайпа
Пайпа (исп. Paipa) — город и муниципалитет в центральной части Колумбии, на территории департамента Бояка. Входит в состав провинции Тундама.

## История
Поселение, из которого позднее вырос город, было основано в 1602 году. Муниципалитет Пайпа был выделен в отдельную административную единицу в 1755 году.

## Географическое положение

Муниципалитет Пайпа

Город расположен в северной части департамента, в горной местности Восточной Кордильеры, на берегах реки Чикамоча и на северном берегу озера Сочагота, на расстоянии приблизительно 32 километров к северо-востоку от города Тунха, административного центра департамента. Абсолютная высота — 2508 метров над уровнем моря.
Муниципалитет Пайпа граничит на востоке с территориями муниципалитетов Дуитама и Тибасоса, на юго-востоке— с муниципалитетом Фиравитоба, на юго-западе— с муниципалитетом Тута, на западе— с муниципалитетом Сотакира, на севере и северо-западе — с территорией департамента Сантандер. Площадь муниципалитета составляет 306 км².

## Население
По данным Национального административного департамента статистики Колумбии, совокупная численность населения города и муниципалитета в 2015 году составляла 30 740 человек.
Динамика численности населения муниципалитета по годам:
| 2005   | 2006   | 2007   | 2008   | 2009   | 2010   | 2011   | 2012   | 2013   | 2014   | 2015   |
| ------ | ------ | ------ | ------ | ------ | ------ | ------ | ------ | ------ | ------ | ------ |
| 27 766 | 28 083 | 28 401 | 28 714 | 29 012 | 29 318 | 29 606 | 29 890 | 30 176 | 30 453 | 30 740 |

Согласно данным переписи 2005 года мужчины составляли 48,8 % от населения Пайпы, женщины — соответственно 51,2 %. В расовом отношении белые и метисы составляли 99,9 % от населения города; негры, мулаты и райсальцы — 0,1 %.
Уровень грамотности среди всего населения составлял 92,9 %.

## Экономика
56,6 % от общего числа городских и муниципальных предприятий составляют предприятия торговой сферы, 31,9 % — предприятия сферы обслуживания, 10,5 % — промышленные предприятия, 1 % — предприятия иных отраслей экономики.

## Транспорт
Через город проходит национальное шоссе № 55. К юго-востоку находится аэропорт Хуан-Хосе-Рондон.